# A Better Tomorrow II
A Better Tomorrow 2 (conocida en Hispanoamérica como Honor, plomo y sangre o Amenaza final II: La revancha) es una película de acción de 1987 escrita y dirigida por John Woo. Protagonizada por Chow Yun-fat, Ti Lung, Leslie Cheung y Dean Shek, es la continuación del filme A Better Tomorrow de 1986. Fue estrenada en las salas de cine de Hong Kong el 17 de diciembre de 1987.
Debido a la popularidad obtenida por el desempeño de Chow en la anterior entrega, se le asignó un nuevo personaje como el hermano gemelo de Mark, quien fue asesinado en la película de 1986. A Better Tomorrow 2 es conocida por su exagerada violencia, con cerca de cien asesinatos mostrados en pantalla. El director John Woo y el productor Tsui Hark tenían desacuerdos sobre el enfoque de la cinta. Tsui sentía que debía centrarse más en el personaje de Dean Shek, mientras Woo quería darle el mayor protagonismo a Chow. Este hecho impidió que Woo dirigiera la tercera entrega de la saga y se centrara en la creación de un nuevo proyecto, The Killer.

## Sinopsis
Varios años después de los acontecimientos de A Better Tomorrow, Sung Tse-ho (Ti Lung) recibe una oferta de libertad condicional anticipada por parte de la policía a cambio de espiar a su antiguo jefe y mentor, Lung Sei (Dean Shek), de quien se sospecha que dirige una operación de falsificación. El Inspector Wu (Lau Siu-ming), líder del grupo de trabajo contra el crimen, quiere marcar su retiro con la captura de un criminal de alto perfil como Lung.
Sin embargo, Ho, aún leal a Lung, inicialmente declina. Cambia de opinión cuando descubre que su hermano menor, Sung Tse-kit (Leslie Cheung), está trabajando de incógnito en el mismo caso, y acepta ir de encubierto para proteger a su hermano, que está esperando un hijo junto con su esposa Jackie (Emily Chu). Mientras trabajan en el caso, los dos hermanos se reúnen y acuerdan trabajar juntos en la investigación.
Después de ser incriminado por asesinato, Lung busca el apoyo de Ho, quien le ayuda a escapar a Nueva York, pero Lung sufre un brote psicótico y es institucionalizado después de recibir la noticia del asesinato de su hija y ser testigo de la muerte de su amigo. Mientras tanto, Ho se entera de que Mark Lee tiene un hermano gemelo perdido hace tiempo, Ken (Chow Yun-fat), un antiguo miembro de una banda que se fue legítimamente y dejó Hong Kong en su adolescencia para viajar por América, y finalmente se estableció y abrió un restaurante en la ciudad de Nueva York. Sin embargo, Ho encuentra a Ken y pide su ayuda para liberar a Lung y cuidarlo hasta que recupere la salud.
Ken y Lung (que sigue catatónico) se esconden en un edificio de apartamentos. Durante un tiroteo con los mafiosos, ambos se encuentran acorralados, pero Lung recupera la cordura y mata al último de los americanos que los perseguían. Ambos regresan a Hong Kong y se conectan con Ho y Kit. El grupo descubre que uno de los empleados de Lung, Ko Ying-pui (Kwan Shan), es responsable de intentar matar a Lung y se ha hecho cargo de la organización en su ausencia. Lung resuelve que prefiere destruir su organización con sus propias manos antes que dejarla caer en la deshonra y la ruina, y el equipo comienza a idear un plan contra Ko.
Después de hacer un reconocimiento en la mansión de Ko, Kit es herido de muerte al mismo tiempo que nace su hija. Es rescatado por Ken, quien intenta llevarlo al hospital. Sabiendo que no lo logrará, Kit convence a Ken de que se detenga en una cabina telefónica para llamar a su esposa. Después de asistir al funeral de Kit, Ho, Ken y Lung se vengan de Ko atacando su mansión durante una reunión con un cliente falsificador. Se produce un enorme tiroteo. Los tres, asistidos por el antiguo jefe de Ho en la compañía de taxis, matan a otras 90 personas aproximadamente (incluido Ko), pero todos quedan gravemente heridos en el proceso. Cuando el tiroteo termina, los tres se sientan en la mansión y son rodeados por la policía, dirigida por el Inspector Wu. Al ver la condición de los hombres, Wu hace un gesto a los otros oficiales para que bajen sus armas. Ho comenta que el Inspector Wu no debería retirarse todavía ya que "queda mucho trabajo por hacer".

## Reparto

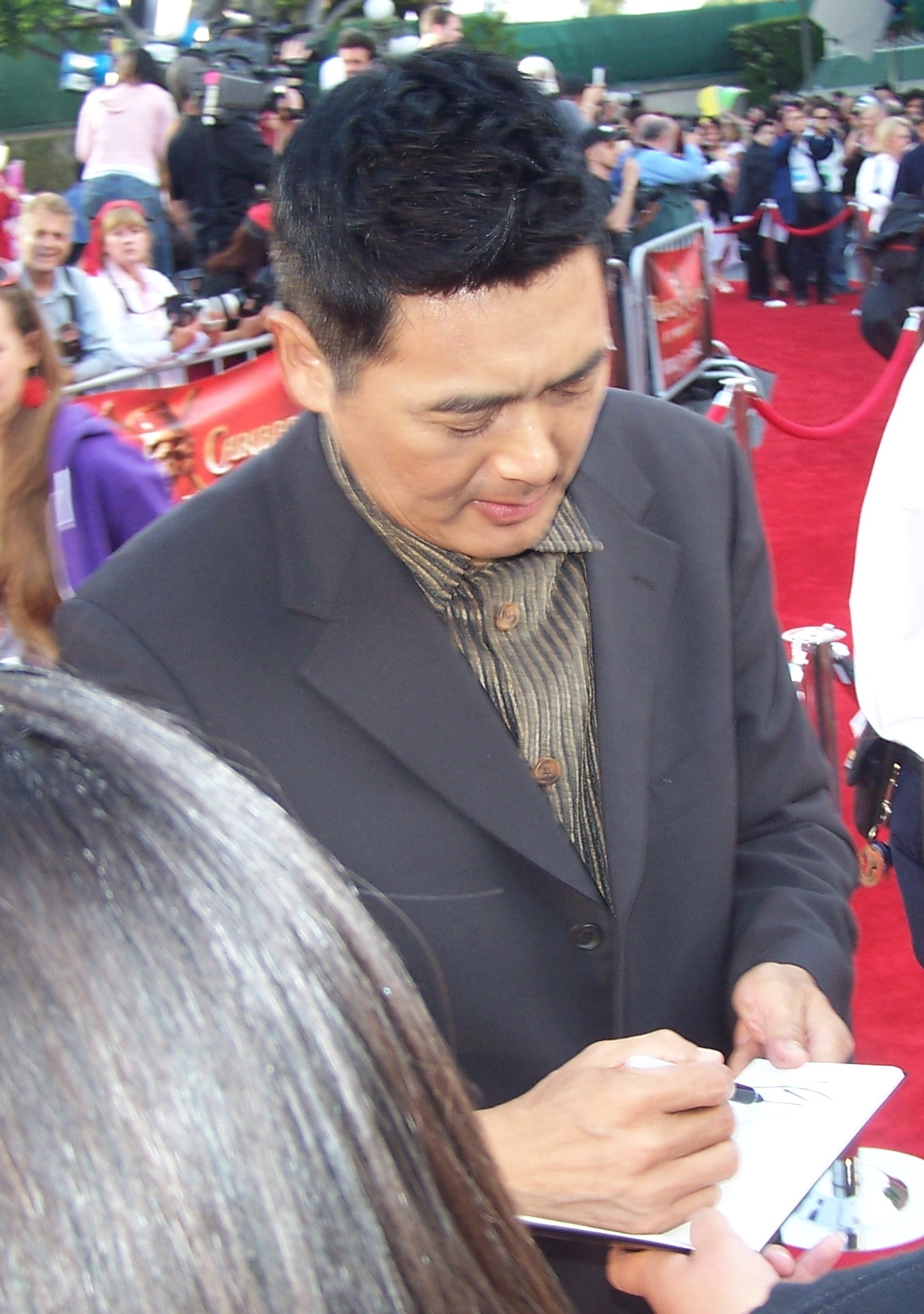
Chow Yun-Fat fue incluido en el reparto aunque su personaje fue asesinado en la anterior entrega de la saga

| Actor         | Personaje     |
| ------------- | ------------- |
| Dean Shek     | Lung Sei      |
| Chow Yun-fat  | Ken "Gor" Lee |
| Ti Lung       | Sung Tse-ho   |
| Leslie Cheung | Sung Tse-kit  |
| Emily Chu     | Jackie Sung   |
| Kwan Shan     | Ko Ying-pui   |
| Kenneth Tsang | Ken           |
| Ng Man-tat    | Wong          |
| Peter Wang    | Sam           |
| Lung Ming-yan | Chong         |

## Estreno y recepción
La película fue estrenada en Hong Kong el 17 de diciembre de 1987. En Filipinas fue estrenada por First Films con el nombre de Rapid Fire el 25 de agosto de 1988. Anchor Bay Entertainment la estrenó en formato de DVD en los Estados Unidos en enero de 2001. En junio de 2004, HKflix.com la volvió a lanzar en DVD junto con sus dos secuelas en un box-set.
El portal especializado Rotten Tomatoes informa que el 80% de los cinco críticos encuestados dieron una crítica positiva a la película, con una calificación media de 7 sobre 10. Escribiendo para el portal Sex and Zen & A Bullet in the Head, Stefan Hammond y Mike Wilkins describen la película como "atiborrada de las marcas de Woo" y "una exageración de su principal motivo".